# Танелорн
Танело́рн (англ. Tanelorn) — один из центральных образов в цикле книг Майкла Муркока о Вечном Воителе. Танелорн — это город вне времени и пространства, существующий всегда и везде, предмет поисков и устремлений героя.
Муркок постоянно подчёркивает многозначность понятия «Танелорн», говоря устами Спутника Героев: «Танелорну не обязательно быть городом. Он может быть каким-то предметом. Он может быть даже идеей». Вечные воители в романах Муркока рано или поздно попадают в Танелорн, однако чаще это происходит после их смерти.
В романе Муркока «Феникс в обсидиане» (1970) о Танелорне устами персонажа по имени Исарда говорится: «Вечному Воителю необходимо, чтобы такой город существовал, несмотря на все видоизменения Земли. Говорят, что самые обездоленные народы обретают там покой».
Однако, в своих поздних произведениях («Хроники Края Времени», «Город в осенних звёздах») Муркок рассказывает уже о состарившемся Танелорне (изменяется даже само название — город именуют Шаналормом или Амалормом), и он уже не вызывает впечатления «земли обетованной», а наоборот, выглядит местом, где царит всеобщий упадок.

## Влияние
- Танелорну посвящены две песни группы Blind Guardian — «The Quest For Tanelorn» и «Tanelorn (Into The Void)». Поиск Танелорна в песне Blind Guardian может быть отождествлён с поиском Парцифалем чаши Грааля[4].
- В честь этого города назван популярный германский RPG-форум tanelorn.net[5].